# Cincar
Der Cincar (2006 m) ist ein Berg im südwestlichen Teil von Bosnien und Herzegowina und die höchste Erhebung im Westen des Landes. Er liegt im Nordnordosten von Livno zwischen den Poljen von Kupres und Glamoč. Der Gebirgsstock umfasst auch die Gipfel Malovan (1826 m), Osječenica (1798 m), Osin Glavica (1720 m) und Voloder (1640 m).

## Geologie
Der Cincar besteht hauptsächlich aus Kalkstein und Dolomit der Jura- und Kreidezeit. Die hohen Flanken im Norden zeigen Spuren alter Gletscherbildung.

## Klima
Das Klima am Cincar ist rau. Die Bora lässt Baumwuchs an den Südwestflanken nicht aufkommen. Der Berg ist von Mitte Oktober bis Mitte Mai von Schnee bedeckt.

## Tourismus
Der Berg, der eine bemerkenswerte Aussicht bietet, kann von Livno aus bestiegen werden.